# ألان ألدر
ألان ألدر (بالإنجليزية: Alan Alder)‏ هو راقص باليه ومدرس أسترالي، ولد في 1937.